# Paróquia Santo Antônio de Pádua (Bebedouro)
A Paróquia de Santo Antônio de Pádua é uma das igrejas mais antigas de Maceió. Está situada no bairro de Bebedouro. Foi construída pelo Comendador Jacintho Nunes Leite.
Em 1816 o Português Antonio Maria de Aguiar construiu uma capela no antigo Sítio da Capelinha do Bebedouro, o sítio que ele era proprietário atualmente corresponde ao bairro de Bebedouro. Em 1863 o sítio foi comprado pelo Comendador Jacintho Nunes Leite, que demoliu a antiga capela e construiu um novo cemitério para substituir o antigo, ele iniciou a construção de uma nova igreja em 1870 sendo finalizada em 1873, sendo nomeada como Igreja Santo Antônio de Pádua.
A igreja recebeu azulejos importados de Portugal e um sino pelo comendador que também construiu um coreto na praça em que a igreja se localiza.
Os azulejos foram feitos utilizando o método de estampída, sendo um tipo raro de azulejo.
O hino de Santo Antônio da Paróquia foi composto por Astrogilda Alves Ether, esposa do filho do comendador, Dr. Antonio Nunes Leite.
Em 12 de junho de 1913 a igreja se tornou a Paróquia Santo Antônio de Pádua, pelo arcebispo Dom Manoel de Oliveira Lopes.
A igreja está presente no acordo Socioambiental assinado pela Braskem e o Ministério Público Federal em dezembro de 2020.